# Die ihr Gottes Streiter seid
Der Choral Die ihr Gottes Streiter seid (tschechisch Ktož jsú boží bojovníci, in Originalschreibung Ktoz jsu bozi boyownici) von 1420 war das bedeutendste Kampflied der Hussiten und von großer Vorbildwirkung. In Form eines Rüstliedes verbindet der Choral das frühe reformatorische Kirchenlied mit Elementen von Volkslied und Feldpredigt und weist auf spätere säkulare Revolutionslieder und Nationalhymnen voraus. Als seinerzeit neuer Typ von Dichtung ist das Lied von großer kulturhistorischer Bedeutung.
Der Literaturwissenschaftler Roman Jakobson leistete 1963 mit seiner Interpretation des Hussitenchorals ein Musterbeispiel für die Analysetechnik des literaturwissenschaftlichen Strukturalismus.

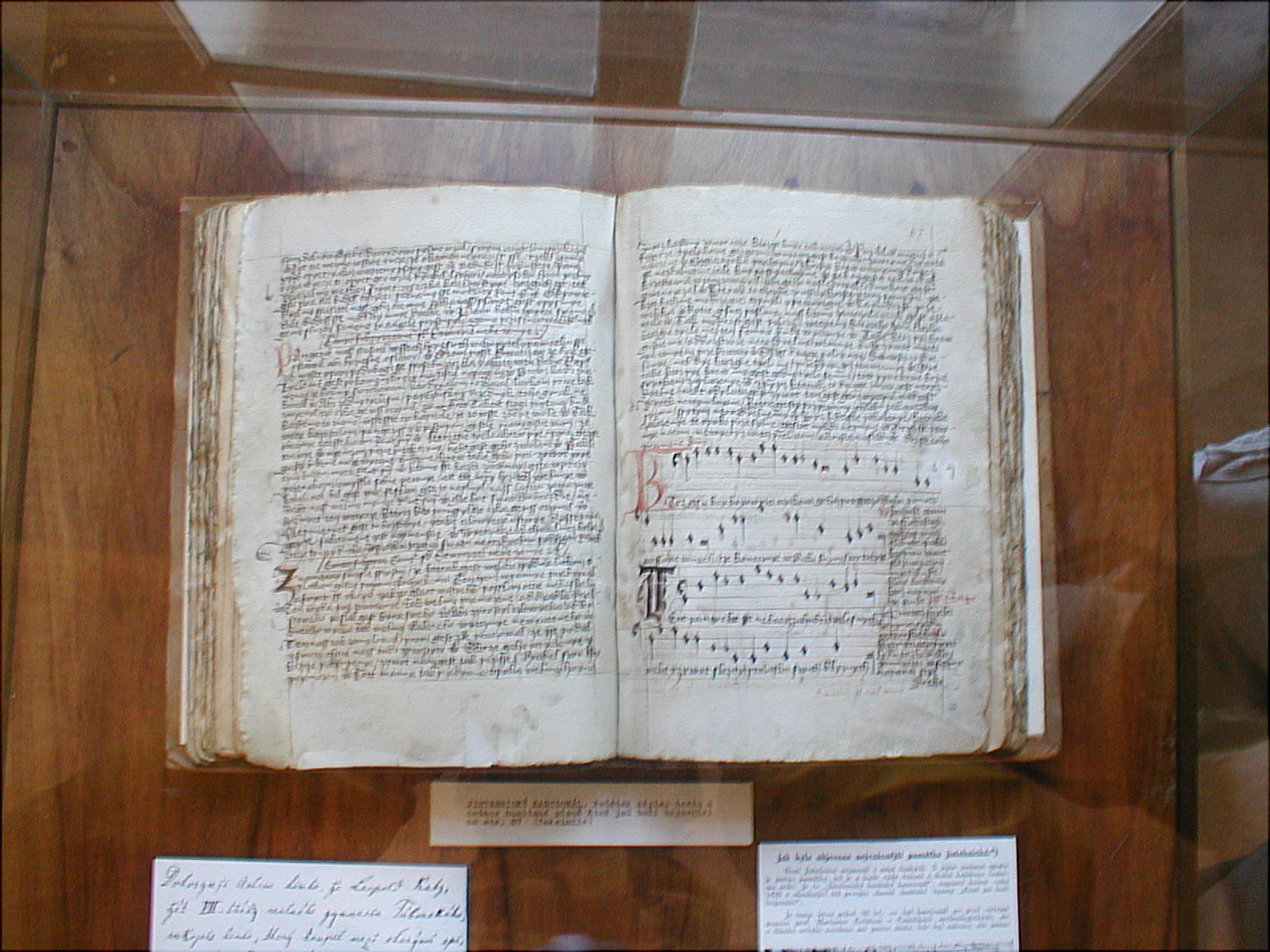
Das Kanzionale von Jistebnice

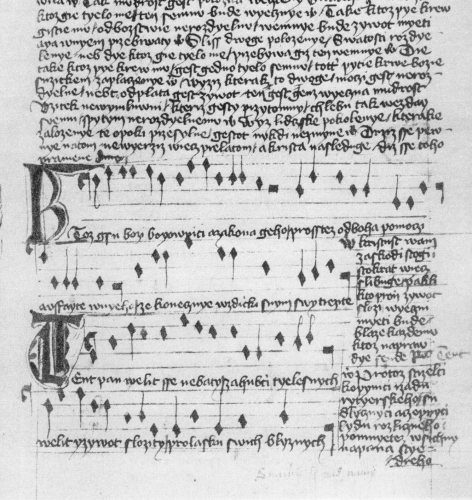
Die, die Gottes-Kämpfer sind

## Typologische Herleitung
Die europäische Tradition der Rüstlieder führt religiös auf die davidische Psalmendichtung und politisch auf die griechischen Kampfparänesen und Paiane zurück. Die Psalmen, die im Zuge der Reformation als Textgrundlage für Kirchenlieder im eigenen Sinne und in den eigenen Landessprachen verwendet wurden, stellen das individuelle Verhältnis zwischen dem Gläubigen und Gott in Zeiten kriegerischer Bedrohung durch die Nachbarvölker in den Vordergrund und ergänzen es um ein Schutzflehen für das Gottesvolk und den Triumph über die Feinde. Die dorisch-ionische Kampflyrik erscheint erstmals in den Elegien des Kallinos während der Angriffen der Kimmerer auf Ephesos, wie auch in den Liedern des Tyrtaios, mit denen der Dichter die Kampfmoral der Spartaner im Zweiten Messenischen Krieg unterstützte. In der griechischen Lyrik ist neben dem ruhmreichen Opfer für die eigene Polis auch der operativ-taktische Zusammenhalt der Phalanx-Mannschaften in der direkten Gefechtshandlung das Thema. Beide genannte Gedicht-Typen lassen sich in ihren redaktionellen Fassungen auf das 7. vorchristliche Jahrhundert datieren.
Der Hussitenchoral von 1420 steht am Anfang einer reformatorisch-protestantischen Streitliedkultur. In der Tradition der Hussitenlieder entstanden auch in anderen Ländern in ihrer Bedeutung vergleichbare Choräle, wie etwa das von Martin Luther stammende „Ein feste Burg ist unser Gott“ (vor 1529) und der aus dem Genfer Psalter (vor 1562) stammende Choral „Que Dieu se montre seulement“ nach Worten des 68. Psalms, der als „Psaume de Bataille“ der Hugenotten Berühmtheit erlangte. Dass die Truppen protestantischer Parteigänger in den Religionskriegen zwischen dem 15. und 17. Jahrhundert zum Gesang von Chorälen und Kirchenliedern in die Schlacht zogen, wird vielfach berichtet. Dabei entstanden manche Lieder unter dem unmittelbaren Kriegseindruck. Während des Dreißigjährigen Krieges ließ der schwedische König Gustav II. Adolf seinem Hofprediger Fabricius einige Textideen zukommen, woraus das Lied „Verzage nicht du Häuflein klein“ entstand. Dieser Choral wurde am Morgen der Schlacht bei Lützen an die schwedischen Truppen ausgegeben und vom Heer gesungen. Psalmenlieder wurden ebenso zum Kennzeichen der englischen Puritaner. So ließ Oliver Cromwell seine New Model Army in der Schlacht bei Dunbar mit dem Lied „Let God arise“ (nach dem 68. Psalm) gegen die Schotten marschieren.

## Text
Erstmals erschien der Choral im Kanzionale (Gesangbuch) von Jistebnice (Jistebnický kancionál). Den Inhalt bilden die Kirchenlieder der Taboriten, zusammen mit Texten von Jan Hus und Jan Čapek. Vermutet wird ein Mitwirken des Hussiten-Heerführers Jan Žižka an der Textfassung.
Die theologische Perspektive und intertextuelle Vielschichtigkeit des Chorals zeigt, dass der Verfasser über eine fundierte neutestamentliche, philologische, militärtaktische und volksmusikalische Bildung verfügte. Damit spiegelt der Text idealtypisch den Geist der mitteleuropäischen Renaissance.
Der Choral gliedert sich in neun Strophen, die aus drei Dreierstrophen zusammengesetzt sind. Jede Dreierstrophe, darin vergleichbar dem Meistersanglied, besteht aus zwei Stollen und einem Abgesang. Das Reimschema der Stollenstrophen (Strophen 1, 2, 4, 5, 7, 8) ist jeweils ababc. Die Abgesänge, im Strophenverlauf gleichsam auch Zwischengesänge, sind kürzer, volkstümlicher und resümierender gehalten und heben sich durch ihre Reimvariationen hervor: Kreuzreim abab (Strophe 3), Paarreim aabb (Strophe 6) und umschließender Reim abba (Strophe 9). Stollen und Abgesänge unterscheiden sich nicht nur in der Zahl der Silben und Hebungen, sondern in der Vertonung auch melodisch.
| Originaltext | | Übersetzung |
| Ktož jsú boží bojovníci a zákona jeho, prostež od Boha pomoci a úfajte v něho, že konečne vždycky s ním svítězíte! Kristusť vám za škody stojí, stokrát viec slibuje; pak-li kto proň život složí, věčný mieti bude: blaze každému, ktož na pravdě sende. Tenť pán velíť „se nebáti záhubcí tělesných“, velíť „i život složiti pro lásku svých bližních“. Protož střelci, kopiníci řádu rytieřského, sudličníci a cepníci lidu rozličného, pomnětež všichni na pána štědrého! Nepřátel se nelekajte, na množstvie nehleďte, pána svého v srdci mějte, proň a s ním bojujte a před nepřátely neutiekajte! Dávno Čechové řiekali a příslovie měli, že podlé dobrého pána dobrá jiezda bývá. Vy pakosti a drabanti, na duše pomněte, pro lakomstvie a lúpeže životóv netraťte a na kořistech se nezastavujte! Heslo všichni pamatujte, kteréž vám vydáno, svých hauptmanóv pozorujte, retuj druh druhého, hlediž a drž se každý šiku svého! A s tiem vesele křikněte řkúc: Na ně, hr na ně! Bran svú rukama chutnajte, bóh pán náš, křikněte! | Krieger, die für Gott ihr streitet um seines Gesetzes, bittet Gott, dass er euch beisteht, bleibt ihm im Bekenntnis, an seiner Seite steht ihr stets als Sieger. Christus als der Opferwerte bürgt hundertfach Segen, wer für ihn stirbt, dem gewährt er das ewige Leben. Selig ist jeder, der fällt für die Wahrheit. Der Herr gebietet: fürchtet nicht leibliche Sterblichkeit; es ist der Nächstenliebe Pflicht, dass sie ihr Leben weiht. Also, Schützen, Pikenzingler, und Ritter mit Lanze, Hellebarter, Drischelschwinger, ihr Kreise als Ganzes, seid eingedenk, dass der Herr euch sein Heil schenkt. Achtet nicht der Feinde Dräuen, bangt nicht ihrer Menge. Tragt den Herren, als Getreue im Herz durchs Gedränge. Vor keinem Feinde sollt ihr jemals scheuen. Die Tschechen haben allezeit sprechend das Wort bezeugt: Mit gutem Herren in der Hut wird auch die Kundfahrt gut. Leichte Mannen, Landsknechtleute, ermahnt eure Seelen, sonst ist es aus Gier nach Beute ums Leben geschehen. Niemals vertündeln sollt ihr euch mit Plündern. Jeder weiß jetzt seine Weisung, gedenkt der Vollstreckung, tut, was euch der Hauptmann heißt und Gefährten gebt Deckung. steht in der Einheit, schließt wehrhaft die Reihen. Den kecken Feldschrei tönt einher: Ran! Kriegt sie dran! Gereckt die Waffe, die den Händen schmeckt, dröhnt „Gott, du unser Herr.“ |             |

## Interpretation
Der Form nach ähnelt der Choral dem aus drei Meistersangstrophen bestehenden Meisterlied bzw. der provenzalischen Kanzonenstrophe.
Der Choral entstand unmittelbar nach dem Tode des Reformators Jan Hus als sich die Hussiten zu einer politischen Macht formierten, die sich reformatorisch gegen die Katholische Kirche und politisch gegen den Kaiser und die vor allem in Westböhmen und den Städten vorherrschende Schicht von deutschen Siedlern und Offizialen richtete. Die einsetzenden Kriegshandlungen hatten außer dem religiösen Anliegen auch den Charakter eines national-tschechischen Freiheitskampfes, der alle gesellschaftlichen Stände unterschiedslos vereinte.
Die ersten drei Strophen des Chorals – entsprechend der Meistersangstrophe aus zwei Stollen und einem Abgesang – stellen den religiös-reformatorischen Bezug her und erinnern den Gläubigen die Beglaubigung durch Gott (Boh), seine Nachfolgepflicht gegenüber Christus. Der christliche Soldat befindet sich in einem lehnsähnlichen Treueverhältnis gegenüber seinem Herrn (pan). Gott verheißt Siegeszuversicht und selbst der Opfertod des Soldaten ist durch die Christusnachfolge und Nächstenliebe geboten, was durch entsprechende Bibelzitate belegt wird.
Die drei Mittelstrophen betonen den Geist des national-tschechischen Befreiungskampfes. Eingehend werden die verschiedenen Waffengattungen des hussitischen Heeres und ihre ständische Herkunft beschrieben: die zumeist städtischen Schützen, ausgerüstet mit Armbrüsten und Geschützen, die mit Lanzen ausgerüstet böhmischen Adligen als Kavallerie und schließlich das Volk der Bauern und Kleinbürger, das mit einfachen Piken und Drischeln (Kriegs-Flegeln) als Masse und Gewalthaufen agiert. Die Zitate in den entsprechenden Versen nehmen Bezug auf die eigene tschechische Nationalliteratur und Volkssprache. Jenseits von Standesschranken wird die Gleichheit der Gläubigen und Tschechen betont.
Die abschließenden drei Strophen beschreiben das Verhalten während der Schlacht. Sie spiegeln die Kampftaktik der hussitischen Wagenburg, die zunächst als Defensivstellung gegen ein angreifendes Ritterheer gedacht war. Der Angreifer wurde abgeschlagen durch einen schnell gebildeten Ring aus Wagen mit Kampfmannschaften, der auch Geschützstellungen enthielt. Nach dem Einsatz der eigenen Reiterei war es dann der aus dem Inneren der Wagenburg hervorbrechenden Masse von Infanteristen vorbehalten, den Feind aufzureiben. Entsprechend gibt Strophe 8 die strenge Militärordnung des ersten Heereskommendanten Jan Žižka wieder. Hohe Disziplin und Mobilität machen die Hussiten zur effektivsten Armee ihrer Zeit.
Durch die Strophen zieht sich eine zunehmende Zahl von Imperativen, was den appellativen Charakter des Chorals ausmacht. Die Dreierstrophen sind parallel in sich steigernder Intensität aufgebaut: die jeweils erste Strophe enthält die Anrede der anwesenden Mannschaften, die jeweils zweite Strophe wird angereichert durch intertextuelle Bezüge zu Bibelstellen, eigener Nationalliteratur und militärische Dienstvorschriften, die jeweils dritte Strophe der Abgesänge beinhaltet wörtliche Zitate, die aus der religiösen Ebene des Jesuswortes über die weltlich-volkstümliche Ebene des Sprichwortes zum konkreten Schlachtruf übergehen. Die zunächst etwas unbestimmte Ansprache in der ersten Strophe (die die Gottes Streiter sind) wird von den anwesenden Soldaten durch das aktive Feldgeschrei („Ran!“) in der letzten Strophe beantwortet. Damit schließen sich die Strophen des Chorals selbst zu einem Kreis, ähnlich einer Wagenburg, wobei symbolisch die Stollenstrophen den Wagen und die Abgesangstrophen den einliegenden Geschützstellungen entsprechen.

## Wirkung
Die beim Singen martialisch vorgetragene Kampf- und Opferbereitschaft hatte einschüchternde psychologische Wirkungen auf die Gegner. So sollen vor der Schlacht bei Taus die kaiserlichen Truppen die Flucht ergriffen haben, als sie die Hussiten ihren Choral singen hörten. Ein ähnliches Beispiel wird aus den Cevennenkriegen um 1700 berichtet, wo dasselbe den Hugenotten gelang.

## Musikalische Verwendung
Die Choral-Melodie wurde vielfach als Motiv in der klassischen Musik zitiert und in populärmusikalischen Fassungen eingespielt:
- Karel Šebor, in der Oper Die hussitische Braut (1868)
- Bedřich Smetana, in der Oper Libuše (1872) und im Zyklus sinfonischer Dichtungen Mein Vaterland (1882), darin Teil 5 Tábor und 6 Blaník
- Antonín Dvořák in Husitská, Dramatische Ouvertüre op. 67 (1883)
- Leoš Janáček, Oper Die Ausflüge des Herrn Brouček
- Pavel Haas, Suite for Oboe and Piano op. 12 (1939).
- Karl Amadeus Hartmann, Concerto funebre (1939), das Lied wird einleitend von der Sologeige vorgetragen.
- Josef Suk, Praga, Symphonische Dichtung op. 26
- Karel Husa, Musik für Prag (1968)
- Daniel Landa, Kdož jste boží bojovníci, auf dem Album Valčík (1993)
- Klíč, Pohár a kalich, auf dem Album Omnia Vincit Amor (1993)
- Arakain, Chorál, auf dem Album Arakain (1997)